# Shigeyuki Wakasa
Shigeyuki Wakasa (ur. 7 lipca 1940) – japoński skoczek narciarski, mistrz Zimowej Uniwersjady 1962, uczestnik Mistrzostw Świata w Narciarstwie Klasycznym 1962 w Zakopanem.
W 1962 w Villars zwyciężył w konkursie skoków w ramach zimowej uniwersjady. W lutym 1962 uczestniczył w mistrzostwach świata w narciarstwie klasycznym. W konkursie skoków na skoczni K-60 zajął 50. miejsce, a na skoczni K-90 był osiemnasty.

## Osiągnięcia

### Mistrzostwa świata
| Mistrzostwa    | Data           | Skocznia | Konkurs | Skok 1    | Skok 1 | Skok 2    | Skok 2 | Skok 3    | Skok 3 | Nota łączna | Miejsce | Strata | Zwycięzca        | Źródło |
| Mistrzostwa    | Data           | Skocznia | Konkurs | Odległość | Nota   | Odległość | Nota   | Odległość | Nota   | Nota łączna | Miejsce | Strata | Zwycięzca        | Źródło |
| -------------- | -------------- | -------- | ------- | --------- | ------ | --------- | ------ | --------- | ------ | ----------- | ------- | ------ | ---------------- | ------ |
| 1962, Zakopane | 21 lutego 1962 | normalna | ind.    | 64,5      | 75,0   | 63,0      | 64,5   | 69,5      | 106,3  | 181,3       | 50.     | 42,3   | Toralf Engan     | [ 3 ]  |
| 1962, Zakopane | 25 lutego 1962 | duża     | ind.    | 90,5      | 106,0  | 89,5      | 102,0  | 84,5      | 90,9   | 208,0       | 18.     | 33,4   | Helmut Recknagel | [ 4 ]  |